# Tethepomima
Tethepomima – wymarły rodzaj owadów z rzędu muchówek i rodziny Tethepomyiidae, obejmujący tylko jeden znany gatunek: Tethepomima holomma.
Rodzaj i gatunek opisane zostały w 2008 roku przez Davida A. Grimaldiego i Antonio Arillo. Opisu dokonano na podstawie inkluzji samca, pochodzącej z okresu między górnym aptem a środkowym albem w kredzie. Odnaleziono ją w Sierra de Cantabria w Hiszpanii.
Była to drobna muchówka o ciele długości 1,5 mm. Głowa była duża, kulista, holoptyczna. Wielkie oczy zajmowały prawie całą powierzchnię głowy, zostawiając miejsce na guzkowato wyniesiony trójkąt ciemieniowy z trzema przyoczkami. Omatidia w górnej części oczu złożonych były nieco większe niż w dolnej. Czułki miały kubkowate trzonki, a ich człony były mniejsze niż u Tethepomyia. Śródtułów był zwartej budowy, wyposażony w większe szczecinki na tarczy i tarczce. Użyłkowanie skrzydła obejmowało żyłkę radialną, sektor radialny, żyłkę medialną, przednią żyłkę kubitalną oraz komórki bazyradialne. Tylny brzeg skrzydła wyposażony był w delikatne szczecinki. Przezmianki były długie. Odnóża miały golenie zaopatrzone w drobne ostrogi wierzchołkowe. Zarys odwłoka był smukły.